# 田中三雄
田中 三雄（たなか みつお）は大日本帝国海軍軍人、航空自衛隊員。戦前の海軍時代の姓は田中だが、戦後の航空自衛隊時代の姓は大谷だった。

## 略歴
熊本県立旧制玉名中学校を経て海軍機関学校（第36期）に進む。海軍機関学校を卒業後、霞ヶ浦海軍航空隊教官などを経て、海軍機関大尉に昇進する。その後、海軍大学校機関学科を卒業した。
卒業後は軍令部部員（第3部第5課）兼大本営海軍参謀、南東方面艦隊参謀などを歴任した。
1945年2月には海軍省人事局局員となり、海軍中佐で終戦を迎え、退役した。
その後、1952年に航空自衛隊に入隊し、整備学校（現・航空自衛隊第1術科学校）初代校長や北部航空方面隊司令や補給本部長などを歴任した。
最終ポストは空将となり、航空自衛隊補給本部補給統制処長だった。